# Skylar Kergil
Skylar Kergil, né le 19 mai 1991  est un militant américain transgenre, auteur-compositeur-interprète, conférencier, personnalité YouTube, et artiste. Kergil a documenté sa transition sur YouTube à partir de 2009, et sa chaîne a permis de renseigner le public sur les questions liées à l'identité de genre, les hormones, les chirurgies, et la vie. En avril 2016, il avait plus de 100 000 abonnés sur YouTube et plus de 9 millions de vues. Il a commencé à prendre de la testostérone et à poster des vidéos sur YouTube pendant sa formation à l'école secondaire régionale d'Acton-Boxborough et a continué à faire des vidéos lorsqu'il est entrer au Skidmore College. Kergil réside actuellement à Cambridge, tout en continuant à poster régulièrement sur YouTube, à faire de la musique et à militer,.

## Biographie
Kergil a été assigné fille à la naissance. A l'âge de 3 ans, il a demandé à être appelé Mike. En grandissant, il se présentait en tant que garçon manqué, mais à l'école secondaire, il a essayé de changer et de s'intégrer avec les filles, une décision avec laquelle il se sentait faux et mal à l'aise. Plus tard, à l'école secondaire, il a fréquenté des groupes lesbiens, s'était coupé les cheveux, portait des vêtements baggy, et jouait de la musique dans un groupe de punk-rock. Malgré tout, il ne se sentait toujours pas bien, jusqu'à ce qu'il rencontre un homme trans lors d'un concert ; c'est donc à 15 ans que Kergil a réalisé qu'il était transgenre. Pendant les années qui ont suivi, Kergil a rencontré un thérapeute du genre et a commencé par choisir un prénom plus neutre : Skye. Il a fait son coming out trans à ses parents, et bien qu'ils aient d'abord été angoissés, ils lui ont rapidement apporté un immense soutien. Kergil a commencé à prendre de la testostérone au début de l'année 2009, sa dernière année de lycée. Le moment était important pour lui étant donné qu'il voulait entrer au Skidmore College en tant qu'homme.
À Skidmore, Kergil s'est spécialisé dans l'art, en se concentrant d'abord principalement sur la peinture (avec une courte immersion dans la céramique), mais plus tard, il s'est plutôt intéressé à la photographie. Kergil a également pris plusieurs cours de poésie, se sentant attiré par ce domaine depuis ses années passées à écrire des paroles pour sa musique. Au cours de sa première année, il a écrit un poème particulièrement touchant sur une poule héroïne nommée Hera qui libère les autres poules d'une ferme. Kergil avait un groupe d'amis proches au cours de sa première et deuxième années d'étude, avec qui il est toujours en contact à présent, y compris avec son colocataire et excellent ami de première année, Ethan Paul. Au cours de ses années à Skidmore, Kergil a participé à plusieurs clubs, dont le groupe de percussions japonais Taiko, SkiDaiko, et le groupe LGBTQ, Pride Alliance, où il a occupé le poste de conseiller exécutif en classe supérieure. Kergil est considéré comme l'un des étudiants les plus sincères sur le campus, et il a tendance à se faire facilement des amis partout où il va. Il a joué sa musique lors de diverses soirées à micro ouvert et de concerts informels pour ses amis, toujours avec sa combinaison de zèle et de grâce. Sa passion pour sa musique était claire, juste avant sa passion pour le travail et pour prendre des selfies.
Kergil commencé à Skidmore sans vouloir être ouvertement un homme trans. Ses amis étaient au courant de sa condition, mais pas l'ensemble du campus. Comme sa chaîne YouTube a commencé à prendre de l'importance, et il a commencé à réaliser qu'il était dans une position où il lui était difficile de séparer sa vie privée et sa vie d'école. Il a commencé à découvrir sa passion pour l'action, et réalisé qu'il avait besoin de faire officiellement son coming out. Dans son année supérieure à Skidmore, Kergil a demandé à parler et à jouer de la musique dans plusieurs événements locaux dans l'état de New York, ce qui a vraiment allumé en lui une passion pour ce genre de militantisme.
Au cours de la dernière année et demie, Kergil a quitté l'école pour Vermont, puis Cambridge, où il travaille dans une banque, tout en poursuivant son travail dans la musique et le militantisme.

## Médias sociaux
Avec sa chaîne YouTube, Kergil poste régulièrement des mises à jour sur ses profils Facebook, Instagram, et sa page Twitter où il partage souvent des citations inspirantes et des vidéos, ainsi que d'autres informations pédagogiques. Kergil utilise les médias sociaux comme un moyen de sensibiliser les gens sur les questions trans, de partager des mises à jour sur la vie, et d'interagir avec les fans et/ou les gens partout dans le monde.

## Musique
Le premier groupe de Kergil, Degenerexix, avait plus des influences plus punk que ses musiques plus récentes, comme on peut l'entendre dans la chanson « Animals are Hardcore ». Comme ses goûts musicaux ont changé, il écrit de la musique aux accents plus folk, jouant en solo sous son propre nom, ou Lentils and Dirt.

## Publications
- Tell Me a Story, 2015. A kickstarted EP[5].
- Thank You, 2014. A kickstarted music album[6].
- Rehumanizing the Trans-masculine Community, 2013. Un regard photographique et narratif auto-publié sur la vie de plusieurs membres de la communauté trans-masculine. Thèse d'art principal.